# General Francisco Caballero Álvarez
General Francisco Caballero Álvarez è un centro abitato del Paraguay, nel dipartimento di Canindeyú, situato a 500 km dalla capitale del paese Asunción. Forma uno degli 11 distretti in cui è diviso il dipartimento.

## Popolazione
Al censimento del 2002 la località contava una popolazione urbana di 2.692 abitanti (8.884 nell'intero distretto), secondo i dati della Dirección General de Estadística, Encuestas y Censos.

## Caratteristiche
Inizialmente conosciuta con il nome di Puente Kyha, General Francisco Caballero Álvarez fu  elevata al rango di distretto nel 1987. Le principali attività economiche sono l'agricoltura e l'allevamento.